# Liste der Biografien/Linp
Liste der Biografien |
Portal Biografien |
Personensuche
# |
A |
B |
C |
D |
E |
F |
G |
H |
I |
J |
K |
L |
M |
N |
O |
P |
Q |
R |
S |
T |
U |
V |
W |
X |
Y |
Z |
?
 
La |
Lb |
Lc |
Le |
Lg |
Lh |
Li |
Lj |
Ll |
Lm |
Lo |
Lp |
Lt |
Lu |
Lv |
Lw |
Lx |
Ly |
Lz
 
Lia |
Lib |
Lic |
Lid |
Lie |
Lif |
Lig |
Lih |
Lii |
Lij |
Lik |
Lil |
Lim |
Lin |
Lio |
Lip |
Liq |
Lir |
Lis |
Lit |
Liu |
Liv |
Liw |
Lix |
Liy |
Liz
 
Lina |
Linb |
Linc |
Lind |
Line |
Linf |
Ling |
Linh |
Lini |
Linj |
Link |
Linl |
Linn |
Lino |
Linp |
Lins |
Lint |
Linu |
Linv |
Linw |
Linx |
Liny |
Linz
Die Liste der Biografien führt alle Personen auf, die in der deutschsprachigen Wikipedia einen Artikel haben. Dieses ist eine Teilliste mit 3 Einträgen von Personen, deren Namen mit den Buchstaben „Linp“ beginnt.

## Linp

### Linpr
- Linprun, Hans von (1907–1978), deutscher Maler
- Linprun, Johann Georg Dominicus von (1714–1787), bayerischer Münz- und Bergrat, Mitinitiator der Bayerischen Akademie der Wissenschaften
- Linprun, Maximilian von (1838–1909), bayerischer Generalmajor